# Ньюман, Джозеф М.
Джозеф М. Ньюман (англ. Joseph M. Newman; 7 августа 1909 — 23 января 2006) — американский кинорежиссёр, более всего известный своими фильмами 1940—1950-х годов.
Среди наиболее популярных фильмов Ньюмана — «Брошенная» (1949), «711 Оушен Драйв» (1950), «Любовное гнёздышко» (1951), «Красное небо Монтаны» (1952), «Опасный круиз» (1953), «Этот остров Земля» (1955), «Форт павших» (1958), «Большой цирк» (1959) и «Двадцать плюс два» (1961). Перейдя на телевидение, он поставил ряд эпизодов сериалов «Сумеречная зона» (1963—1964) и «Час Альфреда Хичкока» (1963—1965).
Ньюман дважды номинировался на «Оскар» в ныне не существующей категории «Лучший ассистент режиссёра» за фильмы «Давид Копперфильд» (1935) и «Сан-Франциско» (1936).

## Ранние годы и начало карьеры
Джозеф М. Ньюман родился 7 августа 1909 года в Логане, штат Юта, США. В возрасте 16 лет он начал работать в кинокомпании Metro-Goldwyn-Mayer, сначала в качестве посыльного, а затем клерка и ассистента сценариста. С 1933 года Ньюман стал ассистентом режиссёра, получив опыт работы под руководством таких признанных режиссёров, как Джордж Кьюкор, Рауль Уолш и Эрнст Любич. Как ассистент режиссёра Ньюман дважды номинировался на «Оскар»: в 1936 году — за фильм Джорджа Кьюкора «Давид Копперфилд» (1935) и в 1937 году — за фильм В. С. Ван Дайка «Сан-Франциско» (1936).
В 1938 году Ньюман был назначен режиссёром короткометражных фильмов. Его первой самостоятельной работой стала 10-минутная лента «Величайший друг человека» (1938). В течение последующих десяти лет, шлифуя своё мастерство, Ньюман поставил многие эпизоды популярного криминального киносериала «Преступление не окупается» (англ. Crime don’t pay), основанного на реальных делах. В частности, он поставил такие фильмы сериала, как «Деньги взаймы» (1939), «Женщина скрывается» (1940), «Знай свои деньги» (1940), «Покупатель, будь осторожен» (1940), «Уважай закон» (1941), «Гробы на колёсах» (1941) и «Не болтай» (1942). Как отмечает киновед Сандра Бреннан, «к началу 1940-х годов Ньюман приобрёл репутацию грамотного, крепкого режиссёра рутинных боевиков».
В 1942 году после постановки своего первого полнометражного фильма «Северо-западные рейнджеры» (1942) с участием Джеймса Крейга и Уильяма Ландигана, Ньюман отправился служить в армию во время Второй мировой войны. Он был назначен в войска связи, где делал хроникальные и документальные фильмы, дослужившись до звания майора. После войны Ньюман вернулся на MGM, где поставил ещё два фильма из цикла «Преступление не окупается» — «Самый счастливый парень в мире» (1947) и «Потрясающий мистер Нордилл» (1947).

## Режиссёрская карьера с 1949 по 1965 год
В 1949 году на студии Universal Pictures Ньюман поставил свой первый значимый фильм «Брошенная» (1949). Это был основанный на реальных газетных материалах, социальный фильм нуар о том, как молодая девушка из небольшого городка (Гейл Сторм) вместе с журналистом (Деннис О’Киф) при содействии полиции разоблачают и уничтожают действовавшую в Лос-Анджелесе преступную сеть незаконной торговли новорождёнными детьми. После выхода фильма кинообозреватель «Нью-Йорк Таймс» А. Х. Вейлер пришёл к заключению, что кинокомпания Universal «не смогла удивить зрителя, взявшись за расследование проблемы чёрного рынка детей в этом фильме». По мнению критика, «это прежде всего быстрый триллер, который просто указывает на коварное зло, после чего идёт традиционным мелодраматическим путём к кульминационному уничтожению банды по усыновлению детей», то есть выступая как «рутинный номер о копах и гангстерах». При этом Вейлер отметил работу режиссёра Ньюмана, который с самого начала и до конца фильма «быстро, хотя и без особой фантазии перемещает своих актёров по аутентичной местности Лос-Анджелеса». Современный историк кино Карл Мачек отмечает, что это «первая и наиболее значимая мелодрама, которая построена на сенсационной тематике» незаконной торговли грудными детьми. Вместе с тем, по мнению Мачека, связанная с тематикой картины «морализирующая интонация оттеснила на второй план его нуаровые качества. В итоге фильм использовал лишь внешний облик и некоторые приёмы фильма нуар, однако не пошёл по пути характерной нуаровой обречённости». Спесер Селби полагает, что это «стандартная разоблачительная мелодрама с впечатляющей нуаровой картинкой», а Майкл Кини охарактеризовал фильм как «быструю криминальную драму», в которой однако «совсем немного экшна».
Как отмечают критики, почти все фильмы Ньюмана относятся к категории В, они сняты на скромных бюджетах и в главных ролях в них играют крепкие характерные актёры, а не звёзды первой величины. Ньюман чувствовал себя очень комфортно в фильмах такого типа, особенно, в нуарах, вестернах и научной фантастике. Его лучшие работы отличает «суровый, полу-документальный облик», особенно, это характерно для двух его лучших работ — «711 Оушен Драйв» (1950) и «Красное небо Монтаны» (1952).
Фильм нуар «711 Оушен Драйв» (1950) рассказывает о мастере телефонной компании Мэле Грэйнджере (Эдмонд О’Брайен), который, используя свои технические навыки и знания, делает быструю карьеру и становится главой подпольной телеграфной компании, которая снабжает результатами скачек сеть нелегальных букмекеров. Однако столкновение с мощным общенациональным синдикатом, который решает забрать его бизнес, а также несчастный роман с женой гангстера (Джоан Дрю) приводят Мэла к стремительному падению и гибели. После выхода фильма кинообозреватель «Нью-Йорк Таймс» Босли Краузер указал на то, что «несмотря на значительную рекламу фильма как бесстрашного и мужественного разоблачения крупных букмекерских и игровых синдикатов, эта скромная мелодрама студии Columbia Pictures — не более чем средняя криминальная картина с добавлением нескольких колоритных, но неясных подробностей». По словам критика, «те, кто внимательно читает газеты, конечно, могут иметь не меньшее понимание нелегального бизнеса азартных игр, чем показано здесь». Короче говоря, резюмирует своё мнение Краузер, «эта маленькая картина, традиционно написанная, но хорошо снятая, напоминает нам не более, чем любая другая гангстерская картина, что гангстеры являются преступниками». По мнению современного критика Джеймса Стеффена, эта картина «остаётся добротным примером криминального кино 1950-х годов благодаря сильно поставленной кульминации на дамбе Гувера и особенно сильной игре в главной роли Эдмонда О’Брайена», даже несмотря на тяжеловесный приём с официальными заявлениями в начале и конце фильма. Спенсер Селби назвал фильм «одним из лучших нуаров О’Брайена с мощной кульминацией на дамбе Гувера». Майкл Кини оценил его как «немного длинноватый и где-то затянутый фильм, который имеет свои моменты, особенно, увлекательную погоню с перестрелкой на дамбе Болдера». Батлер назвал картину «по-настоящему зажигательным фильмом нуар, который станет наслаждением для поклонников жанра». Критик пишет, что «сочетая нуар с полудокументальным подходом, фильм якобы выглядит как разоблачение мафии в сфере азартных игр, но по сути является исследованием личности амбициозного человека, за быстрым подъёмом которого по лестнице организованной преступности следует стремительное падение». Батлер отмечает, что «это классический нуар, неотъемлемой частью которого являются фатализм и нигилизм, даже несмотря на то, что главный герой пытается бороться с ними». Батлер далее пишет: «Что делает фильм таким увлекательным — это не столько его тема, сколько сюжет, персонажи, диалог и то, каким образом Ньюман вместе со своей творческой командой со всем этим справляется». Критик отмечает, что «техническая составляющая сюжета, которая была свежей идеей в 1950 году, остаётся интересной и сегодня». Ньюман и оператор Франц Планер доставили визуальное наслаждение зрителям своими «широкими панорамами уличных сцен и съёмками, которые задерживаются на секунду дольше принятого на необычных зданиях или на „модном“ оформлении интерьеров», а также вместе создают «практически идеальную 10-минутную кульминацию на плотине Гувера».
В 1951 году Ньюман поставил в Италии криминальную мелодраму об азартных играх «За всё рассчитаюсь с тобой!» (1951) с Джорджем Рафтом и Колин Грей в главных ролях, а также спортивную мелодраму с Полом Дугласом и Джоан Беннетт «Парень, который вернулся» (1951). Год спустя Ньюман сделал три фильма — приключенческий экшн «Красное небо Монтаны» (1952) о борьбе лесными пожарами в Монтане, в котором сыграли Ричард Уидмарк и Констанс Смит, а также вестерн с Тайроном Пауэром «Солдат на пони» (1952). Третий фильм, «Изгнанники Покер-Флета» (1952) является экранизацией рассказа Брета Гарта, который уже дважды экранизировался в немую эпоху Джоном Фордом (в 1919 году) и Кристи Кэбэнном (в 1937-м). Как написал обозреватель Эхсан Хошбахт, «несмотря на то, что это вестерн, картина сочетает ключевые темы нуарового жанра (алчность, жестокость и коварство, изгои, ограбление) с незабываемой сдержанной операторской работой и атмосферой клаустрофобии, которая поднимает историю до фильма нуар».
В 1953 году у Ньюмана вышла единственная картина — фильм нуар «Опасный круиз» (1953). В центре внимания картины находится красивая, молодая и богатая наследница Рут Боуман (Джинн Крейн), которая сразу после свадьбы отправляется вместе с мужем (Карл Бетц) на круизном трансатлантическом лайнере, планируя провести медовый месяц в Европе. Вскоре после отплытия муж неожиданно исчезает, при этом никто на корабле не верит в её историю, так как у Рут нет ни документов, ни каких-либо других доказательств того, что она должна плыть вместе с мужем, и вообще, что она замужем. Лишь корабельный доктор (Майкл Ренни) пытается разобраться в ситуации и помочь Рут, в итоге помогая ей разоблачить коварных преступников. После выхода фильма на экраны кинообозреватель «Нью-Йорк Таймс» А. Х. Вейлер дал ему сдержанную оценку, написав, что «фильм увлекателен только в части своего пути, затем превращаясь в банальное путешествие». Вейлер пишет, что хотя «в первой половине картины и удаётся поддержать мрачный настрой и саспенс», однако в итоге всё заканчивается «лишь умеренно увлекательным приключением». По мнению обозревателя, авторы фильма в попытках его усложнить «использует массу ложных ходов», однако в результате, «если не считать кульминационной погони, актёры просто пытаются справиться с избыточным текстом, только усугубляющим невероятность сценария». Вейлер пишет, что «режиссёр Джозеф М. Ньюман вместе с технической группой генерирует нарастающее напряжение по мере того, как счастливая героиня превращается в охваченную ужасом невесту, а каждое новое событие, кажется, всё больше указывает на её безумие». При этом критик отмечает, что «в то время, как звуковые эффекты, музыка и декорации на борту вызывают восхищение в этой мелодраме, актёрская игра не вносит напряжённости в происходящее». Современный киновед Хэл Эриксон назвал фильм «остросюжетной мелодрамой», а Майкл Кини отметил, что это «хорошо сыгранный фильм нуар в уникальной обстановке — на борту круизного лайнера», Аллен Джонсон из «Сан-Франциско кроникл» указывает, что «Ньюману отлично удаётся передать клаустрофобический характер ситуации в фильме, всё действие которого происходит на борту корабля», а также дать в полной мере проявить актёрские достоинства «блестящей Крейн, которая была одной из крупнейших звёзд студии Fox того времени». С другой стороны, по мнению Эриксона, «совершенно ясно, что Ньюман получил указание провести съёмки в рекордные сроки», в результате «сняв картину с минимальной вовлечённостью и страстью».
В фильме нуар «Человеческие джунгли» (1954) новый начальник полицейского участка (Гэри Меррилл) решает очистить свой район от коррупции и преступности, требуя от своих людей арестовать всех правонарушителей, чтобы таким образом уменьшить преступность на улицах. Людей арестовывают за самые разные преступления, включая кражи, вандализм и ограбления, при этом один из полицейских случайно стреляет и убивает невинного человека. Как написал в «Нью-Йорк таймс» кинокритик Говард Томпсон, «праздничный дух заметно отсутствовал в этом фильме о копах и преступниках. Однако эта скромная работа студии Allied Artists может претендовать на несколько весомых моментов, достаточно крепких для фильмов категории А». Во-первых, это «атмосфера буден полицейского участка, где происходит большая часть действия. А поскольку капитан отделения раскалывает местный преступный синдикат, есть много возможностей тщательно изучить поведение по обе стороны закона. Фильм отличает «волнующая аутентичность, особенно в сценках в служебных помещениях», которая дополняется «скудостью производственного бюджета, преимущественно незнакомыми лицами и пресным диалогом». Наконец, «что больше всего впечатляет, это режиссёр Ньюман, обманчиво гладкая постановка которого создаёт у зрителя ощущение того, что он подслушивает всё происходящее». Как далее пишет Томпсон, «к сожалению, краски этого сурового холста превосходят его содержание. Партнёры Меррилла доблестны, но предсказуемы, включая Джен Стерлинг, превосходно сыгравшую роль платиновой милашки. Однако ни один из персонажей не представляет особой интриги. Несмотря на всю свою живописную суету, фильм является лишь слабым вариантом „Детективной истории“».
По мнению многих специалистов, самым знаменитым фильмом Ньюмана считается культовый фантастический фильм «Этот остров Земля» (1955) — в котором «главными звёздами, надо сказать, были спецэффекты, включающие умные комбинированные съёмки, и пышную трёхполосную цветную киносъёмку в Technicolor». Вклад Ньюмана в этот фильм не столь велик, так как почти половина его (всё происходящее на планете Металуна) снималась заново режиссёром Джеком Арнольдом, потому что руководство студии Universal Pictures осталось не довольно первоначальным результатом. Арнольд в конце концов снял некоторые из самых известных сцен, включая атаку мутантов и побег по тоннелям. После выхода картины кинообозреватель «Нью-Йорк таймс» Говард Томпсон выразил мнение, что «технические эффекты фильма, первой попытки Universal сделать научно-фантастический фильм в цвете, настолько превосходны, причудливы и красивы, что несмотря на некоторые серьёзные прочие недостатки, на них можно и вовсе не обращать внимания. Фильм также может похвастаться добротной актёрской игрой и смелым, даже грамотным сценарием», однако он страдает от слабого монтажа, а также более опытного режиссёра, чем Ньюман. Как далее пишет Томпсон, «большая часть действия в этой картине довольно необыкновенна благодаря арт-волшебникам Universal». По его мнению, «одна только панорамная сцена, в которой космический диск устремляется к обречённой планете Металуна в огромной, блестяще усыпанной блёстками межпланетной пустоте, должна оставить любого вытаращить глаза».
Как отмечено в биографии режиссёра на сайте IMDb, после «Этого острова Земля» работа Ньюмана была грамотной, но рутинной — он сделал несколько вестернов, небольшой приключенческий экшн и пару криминальных картин. В 1955 году Ньюман поставил историческую приключенческую мелодраму «Огненный поцелуй» (1955) с участием Джека Пэланса и Барбары Раш, а год спустя у него вышел фильм нуар «Побег в Гонконг» (1956), в котором пару Барбаре Раш составил Рори Кэлхун. В 1957 году Ньюман стал режиссёром фильма нуар «Смерть в небольших дозах» (1957) о расследовании федеральным агентом (Питер Грейвс) серии смертей водителей-дальнобойщиков от передозировки амфетамина. Как написал современный киновед Джон Миллер, «фильм выполнен в разоблачительном стиле и напоминает дешёвую поделку предыдущих десятилетий, замаскированную под картину с общественной значимостью». Историк кино Майкл Кини назвал его «увлекательной и очень аффектированной картиной категории В с Коннорсом, который выдаёт невероятно гиперактивную игру». В рецензии журнала TV Guide отмечено, что «на момент выхода на экраны это был, предположительно, важный фильм с „посланием“», однако ныне не смотрится. По мнению автора статьи, «это обязательное зрелище для поклонников культового малобюджетного кино», особенно благодаря Коннорсу, который «великолепен в роли сидящего на таблетках дальнобойщика».
После этого Ньюман выступил в качестве режиссёра двух вестернов с Джоэлом Маккри — «Форт павших» (1958) и «Перестрелка в Додж-Сити» (1959), за которыми последовала приключенческая лента «Тарзан, человек-обезьяна» (1959) и цирковая мелодрама «Большой цирк» (1959) с участием Виктора Мэтьюра и Ронды Флеминг.
В 1961 году вышли пять последних картин Ньюмана для большого экрана. Среди них был вестерн с Ричардом Буном «Гром барабанов» (1961), криминальные триллеры «Двадцать плюс два» (1961) с Дэвидом Дженссеном и «Правонарушители» (1961), а также биографические ленты «Король ревущих 20-х: История Арнольда Ротштейна» (1961) с Дженсеном и «История Джорджа Рафта» (1961) с Рэем Дэнтоном и Джейн Мэнсфилд, ставший последним фильмом Ньюмана.
В 1963 году Ньюман перешёл на телевидение, где поставил эпизоды сериалов «Великое приключение» (1963. 2 эпизода), «Сумеречная зона» (1963—1964, 4 эпизода), «Час Альфреда Хичкока» (1963—1965, 10 эпизодов), а также «Большая долина» (1965, 1 эпизод). В 1965 году Ньюман завершил карьеру.

## Смерть
Джозеф М. Ньюман умер 23 января 2006 года в Сими-Валли, Калифорния.

## Фильмография
| Год       | Название                                  | Оригинальное название                                   | Фильм / телесериал                     | В каком качестве участвовал                                             |
| --------- | ----------------------------------------- | ------------------------------------------------------- | -------------------------------------- | ----------------------------------------------------------------------- |
| 1933      | По дороге в Голливуд                      | Going Hollywood                                         | фильм                                  | ассистент режиссёра (в титрах не указан)                                |
| 1933      | Сценическая мать                          | Stage Mother                                            | фильм                                  | ассистент режиссёра (в титрах не указан)                                |
| 1933      | Обед в восемь                             | Dinner at Eight                                         | фильм                                  | ассистент режиссёра (в титрах не указан)                                |
| 1933      | Другой язык                               | Another Language                                        | фильм                                  | ассистент режиссёра (в титрах не указан)                                |
| 1933      | Неприятность                              | The Nuisance                                            | фильм                                  | ассистент режиссёра (в титрах не указан)                                |
| 1933      | Габриэль над Белым домом                  | Gabriel Over the White House                            | фильм                                  | ассистент режиссёра (в титрах не указан)                                |
| 1933      | Очистите все провода!                     | Clear All Wires!                                        | фильм                                  | ассистент режиссёра (в титрах не указан)                                |
| 1934      | Весёлая вдова                             | The Merry Widow                                         | фильм                                  | ассистент режиссёра (в титрах не указан)                                |
| 1934      | Быстрина                                  | Riptide                                                 | фильм                                  | ассистент режиссёра (в титрах не указан)                                |
| 1935      | Я живу своей жизнью                       | I Live My Life                                          | фильм                                  | ассистент режиссёра (в титрах не указан)                                |
| 1935      | Моря Китая                                | China Seas                                              | фильм                                  | ассистент режиссёра (в титрах не указан)                                |
| 1935      | Дэвид Копперфилд                          | David Copperfield                                       | фильм                                  | ассистент режиссёра (в титрах не указан)                                |
| 1936      | Жена его брата                            | His Brother’s Wife                                      | фильм                                  | ассистент режиссёра (в титрах не указан)                                |
| 1936      | Сан-Франциско                             | San Francisco                                           | фильм                                  | ассистент режиссёра (в титрах не указан)                                |
| 1936      | Роз-Мари                                  | Rose-Marie                                              | фильм                                  | ассистент режиссёра (в титрах не указан)                                |
| 1937      | Двойная игра                              | The Firefly                                             | фильм                                  | ассистент режиссёра (в титрах не указан)                                |
| 1937      | Весенние дни                              | Maytime                                                 | фильм                                  | ассистент режиссёра (в титрах не указан)                                |
| 1938      | Слишком рискованно                        | Too Hot to Handle                                       | фильм                                  | ассистент режиссёра (в титрах не указан)                                |
| 1938      | Лучший друг человека                      | Man’s Greatest Friend                                   | документальный, короткометражный фильм | режиссёр                                                                |
| 1939      | Деньги взаймы                             | Money to Loan                                           | короткометражный фильм                 | режиссёр                                                                |
| 1939      | История Альфреда Нобеля                   | The Story of Alfred Nobel                               | короткометражный фильм                 | режиссёр                                                                |
| 1939      | История, которая не может быть напечатана | The Story That Couldn’t Be Printed                      | короткометражный фильм                 | режиссёр                                                                |
| 1940      | Покупатель, будь осторожен                | Buyer Beware                                            | короткометражный фильм                 | режиссёр                                                                |
| 1940      | Кошачий колледж                           | Cat College                                             | документальный, короткометражный фильм | режиссёр                                                                |
| 1940      | Знаешь свои деньги                        | Know Your Money                                         | короткометражный фильм                 | режиссёр                                                                |
| 1940      | Скрывающиеся женщины                      | Women in Hiding                                         | короткометражный фильм                 | режиссёр                                                                |
| 1940      | Удерживай право                           | Maintain the Right                                      | короткометражный фильм                 | режиссёр                                                                |
| 1941      | Гробы на колёсах                          | Coffins on Wheels                                       | короткометражный фильм                 | режиссёр                                                                |
| 1941      | Уважай закон                              | Respect the Law                                         | короткометражный фильм                 | режиссёр                                                                |
| 1941      | Триумф без барабанов                      | Triumph Without Drums                                   | документальный, короткометражный фильм | режиссёр                                                                |
| 1941      | Тайное сокровище Тарзана                  | Tarzan’s Secret Treasure                                | фильм                                  | режиссёр второго состава (в титрах не указан)                           |
| 1942      | Не болтай!                                | Don’t Talk                                              | короткометражный фильм                 | режиссёр                                                                |
| 1942      | Северо-западные рейнджеры                 | Northwest Rangers                                       | фильм                                  | режиссёр                                                                |
| 1942      | Вендетта                                  | Vendetta                                                | короткометражный фильм                 | режиссёр                                                                |
| 1942      | Звуки горна                               | The Bugle Sounds                                        | фильм                                  | ассистент режиссёра (в титрах не указан)                                |
| 1945      | Дневник сержанта                          | Diary of a Seargent                                     | документальный, короткометражный фильм | режиссёр (в титрах не указан) — режиссёр                                |
| 1947      | Самый везучий парень в мире               | The Luckiest Guy in the World                           | короткометражный фильм                 | режиссёр                                                                |
| 1947      | Удивительный мистер Нордилл               | The Amazing Mr. Nordill                                 | короткометражный фильм                 | режиссёр                                                                |
| 1947      | Легко достать                             | Easy to Get                                             | документальный, короткометражный фильм | режиссёр                                                                |
| 1948      | Патруль в джунглях                        | Jungle Patrol                                           | фильм                                  | режиссёр                                                                |
| 1949      | Брошенная                                 | Abandoned                                               | фильм                                  | режиссёр                                                                |
| 1949      | Великий Дэн Пэтч                          | The Great Dan Patch                                     | фильм                                  | режиссёр                                                                |
| 1950      | 711 Оушен Драйв                           | 711 Ocean Drive                                         | фильм                                  | режиссёр                                                                |
| 1951      | За всё рассчитаюсь с тобой!               | I’ll Get You for This                                   | фильм                                  | режиссёр                                                                |
| 1951      | Парень, который вернулся                  | The Guy Who Came Back                                   | фильм                                  | режиссёр                                                                |
| 1951      | Любовное гнёздышко                        | Love Nest                                               | фильм                                  | режиссёр                                                                |
| 1952      | Изгнанники Покер-Флета                    | The Outcasts of Poker Flat                              | фильм                                  | режиссёр                                                                |
| 1952      | Солдат-пони                               | Pony Soldier                                            | фильм                                  | режиссёр                                                                |
| 1952      | Красное небо Монтаны                      | Red Skies of Montana                                    | фильм                                  | режиссёр                                                                |
| 1953      | Опасный круиз                             | Dangerous Crossing                                      | фильм                                  | режиссёр                                                                |
| 1954      | Человеческие джунгли                      | The Human Jungle                                        | фильм                                  | режиссёр                                                                |
| 1955      | Этот остров Земля                         | This Island Earth                                       | фильм                                  | режиссёр                                                                |
| 1955      | Огненный поцелуй                          | Kiss of Fire                                            | фильм                                  | режиссёр                                                                |
| 1956      | Полёт в Гонконг                           | Flight to Hong Kong                                     | фильм                                  | режиссёр, сценарист (в титрах не указан), продюсер (в титрах не указан) |
| 1957      | Смерть в небольших дозах                  | Death in Small Doses                                    | фильм                                  | режиссёр                                                                |
| 1958      | Форт павших                               | Fort Massacre                                           | фильм                                  | режиссёр                                                                |
| 1958      | Война планет                              | War of the Planets                                      | короткометражный фильм                 | режиссёр                                                                |
| 1959      | Перестрелка в Додж-Сити                   | The Gunfight at Dodge City                              | фильм                                  | режиссёр                                                                |
| 1959      | Большой цирк                              | The Big Circus                                          | фильм                                  | режиссёр                                                                |
| 1959      | Тарзан, человек-обезьяна                  | Tarzan, the Ape Man                                     | фильм                                  | режиссёр                                                                |
| 1960      | Дэн Рэйвен                                | Dan Raven                                               | телесериал, 1 эпизод                   | режиссёр                                                                |
| 1960      | Театр «Вестингауз-Дезилу»                 | Westinghouse Desilu Playhouse                           | телесериал, 1 эпизод                   | режиссёр                                                                |
| 1961      | История Джорджа Рафта                     | The George Raft Story                                   | фильм                                  | режиссёр                                                                |
| 1961      | Король яростных 20-х                      | King of the Roaring 20’s: The Story of Arnold Rothstein | фильм                                  | режиссёр                                                                |
| 1961      | Грохот барабанов                          | A Thunder of Drums                                      | фильм                                  | режиссёр                                                                |
| 1961      | Двадцать плюс два                         | Twenty Plus Two                                         | фильм                                  | режиссёр                                                                |
| 1961      | Правонарушители                           | The Lawbreakers                                         | фильм                                  | режиссёр                                                                |
| 1961      | Национальный бархат                       | National Velvet                                         | телесериал, 1 эпизод                   | режиссёр                                                                |
| 1961      | Асфальтовые джунгли                       | The Asphalt Jungle                                      | телесериал, 1 эпизод                   | режиссёр                                                                |
| 1963      | Великое приключение                       | The Great Adventure                                     | телесериал, 2 эпизода                  | режиссёр                                                                |
| 1963-1964 | Сумеречная зона                           | The Twilight Zone                                       | телесериал, 4 эпизода                  | режиссёр                                                                |
| 1963-1965 | Час Альфреда Хичкока                      | The Alfred Hitchcock Hour                               | телесериал, 10 эпизодов                | режиссёр                                                                |
| 1965      | Большая долина                            | The Big Valley                                          | телесериал, 1 эпизод                   | режиссёр                                                                |